# 格奥尔基·瓦西里耶夫
格奥尔基·尼古拉耶维奇·瓦西里耶夫（俄语：Георгий Николаевич Васильев，1899年11月25日—1946年6月18日），是一位苏联电影导演、剪辑人员和编剧人员。他曾于1928年至1943年与谢尔盖·德米特里耶维奇·瓦西里耶夫共同导演过数部电影，其中包括著名的苏联战争电影《夏伯阳》和《保卫察里津》。这段时期里，二人常共用“瓦西里耶夫兄弟”的名字出现在电影字幕上。
格奥尔基·瓦西里耶夫曾于1941年和1942年两次获得斯大林奖。

## 执导电影
| 年代 | 电影译名         | 电影原名         | 备注             |
| 1928 | 冰上功勋         | Подвиг во льдах  | 导演，纪录片     |
| 1930 | 睡美人           | Спящая красавица | 导演，编剧       |
| 1932 | 私事             | Личное дело      | 导演，编剧       |
| 1934 | 夏伯阳           | Чапаев           | 导演，编剧，演员 |
| 1937 | 沃洛恰也夫的日子 | Волочаевские дни | 导演，编剧       |
| 1942 | 保卫察里津       | Оборона Царицына | 导演，编剧       |
| 1943 | 前线             | Фронт            | 导演，编剧       |

## 荣誉与勋章
- 俄罗斯苏维埃联邦社会主义共和国荣誉艺术家 (1940)
- 斯大林奖
  - 一等 (1941) - 因导演电影《夏伯阳》 (1934)
  - 一等 (1942) - 因导演电影《保卫察里津》 (1941)
- 列宁勋章 (1935) - 因电影《夏伯阳》 (1934)
- 红星勋章 (1944)
- 1941-1945年大卫国战争中忘我劳动奖章 (1945)